# Värtans IK
Värtans IK är en svensk idrottsklubb. Klubbens herrlag i fotboll slutade 2006 på sjunde plats i Division 2 Norra Svealand. Laget har bland annat tränats av Thomas Dennerby. Rami Shaaban var 2001 utlånad till klubben. Säsongen 2022 spelar Värtans IK i Division 4 Mellersta i Stockholm.
Klubben har haft samarbete med Djurgårdens IF för att enkelt slussa spelare mellan lagen.
Klubben har även ett lag i bowlingens div 2 med hemmahall på Lidingö.

## Historia
Klubben lades ner på 1920-talet, men startades om igen 1924.
I fotbollen hade laget sin storhetstid under 40-talet då de höll på att gå upp i allsvenskan. 
Tre spelare, som spelat i Värtans IK har senare blivit landslagsspelare: John "Jompa" Eriksson, Bernt Ivegren och Lasse Broström.